# Jüdischer Friedhof Quedlinburg

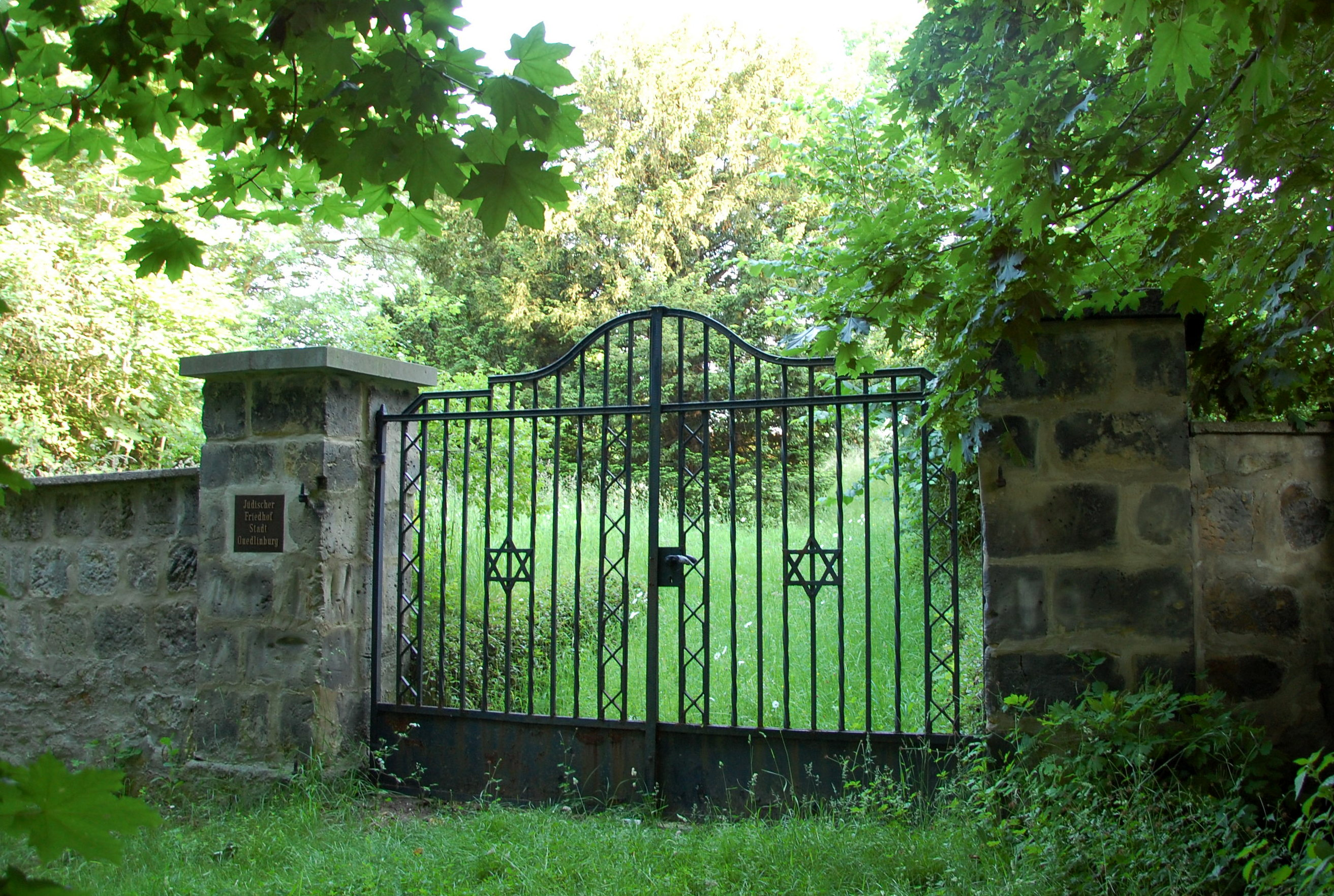
Eingangstor

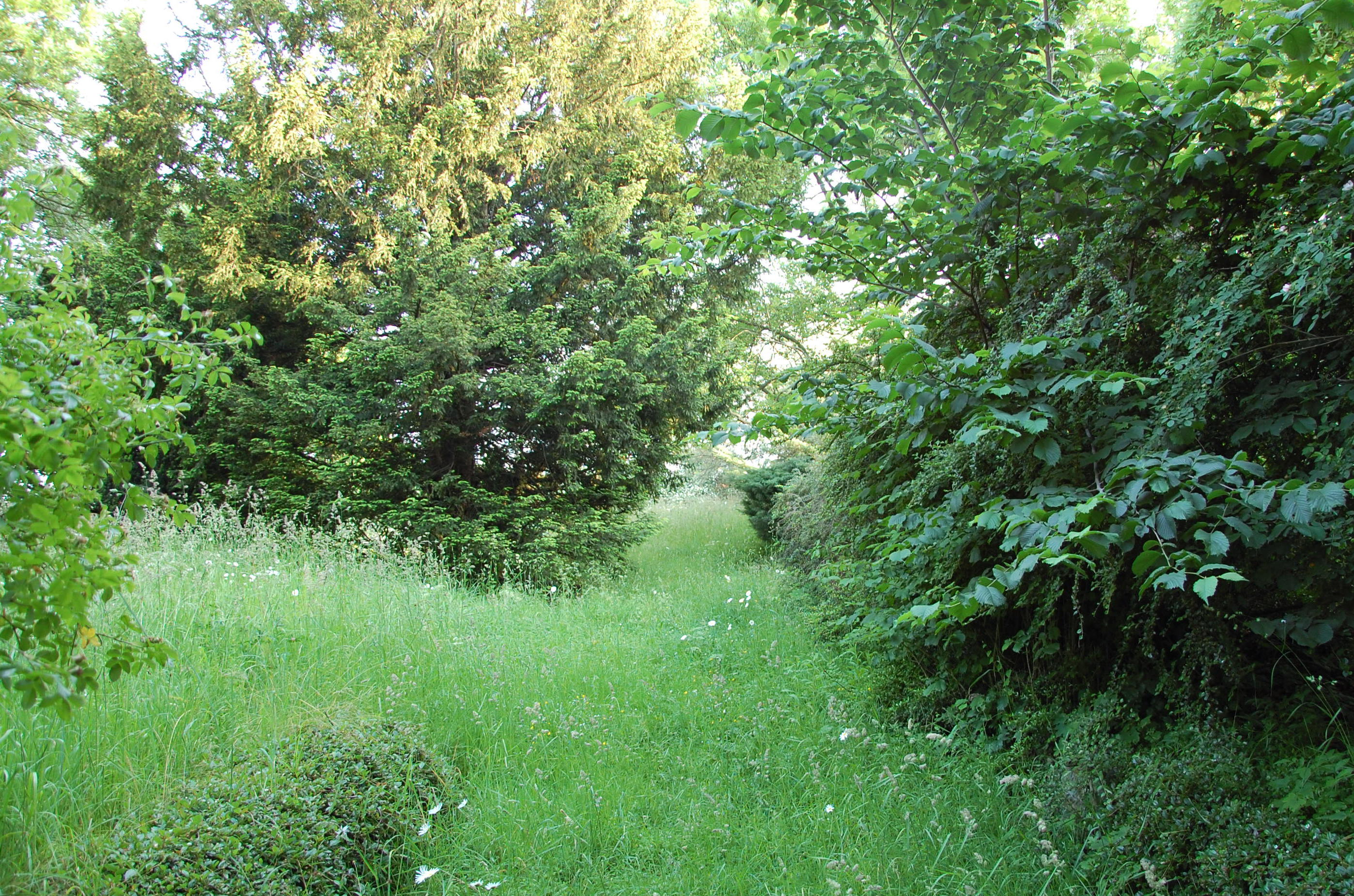
Weg im Friedhof

Der Jüdische Friedhof Quedlinburg ist ein Jüdischer Friedhof in der Stadt Quedlinburg in Sachsen-Anhalt, der heute als Gedenkstätte genutzt wird.

## Lage
Das Friedhofsgelände befindet sich auf einem Hügel oberhalb des Blasii-Friedhofs westlich der historischen Quedlinburger Altstadt, nördlich des Münzenbergs an der Straße Zwergkuhle. Es umfasst eine Fläche von 1520 m².

## Anlage und Geschichte
Bereits im Mittelalter bestand in Quedlinburg ein jüdischer Friedhof für die jüdische Gemeinde der Stadt. Er befand sich innerhalb der Stadtmauer westlich der Straße Weingarten. 1514 mussten alle Juden auf einen Befehl des sächsischen Kurfürsten Friedrich III. Quedlinburg verlassen. Nachdem Anfang des 19. Jahrhunderts eine neue jüdische Gemeinde entstand, wurde im Jahr 1814 der Friedhof an seiner heutigen Position neu angelegt. Der Friedhof umfasste vermutlich 150 Grabstellen. In der Zeit des Nationalsozialismus wurde der Friedhof geschändet. Immer wieder wurden Grabsteine umgeworfen, allerdings blieben viele Grabsteine erhalten. Eine Zerstörung des Friedhofs erfolgte nicht. 1943 fand eine Dokumentation der Anlage durch den Landesdenkmalpfleger statt. Es wurden noch heute erhaltene Aufnahmen von 14 Grabsteinen aus der Zeit zwischen 1844/47 und 1925 angefertigt.
So ist das Aussehen des Grabmals der 1844 oder 1847 verstorbenen Süsse Eppenstein überliefert. Die breite Stele aus Sandstein lief nach oben in einen geschweiften Rundbogen aus, der nach vorne vorkragte. Im Giebel des Steins befanden sich gekreuzte Palmwedel. Die umfangreiche Grabinschrift war in Hebräisch verfasst und behandelte basierend auf biblischen Zitaten in Reimen die Tüchtigkeit der Verstorbenen. Die Gestaltung des Grabsteins für den 1925 verstorbenen Karl Kulp deutet im Gegensatz hierzu die Entwicklung der Grabmalgestaltung auf dem Friedhof an. Kulps Grabmal bestand aus einem hohen, starken Pfeiler, der von einer steinernen, bekränzten Urne bekrönt wurde. Die Grabinschrift war zweisprachig Deutsch und Hebräisch, wobei im Text die Trauer der Hinterbliebenen im Vordergrund stand. Über der hebräischen Inschrift war ein Davidstern angeordnet.
Der Friedhof wurde in der Zeit der DDR ab 1975 gemäß einem Plan des Landschaftsarchtekten Mertsch umgestaltet. Dabei wurden 1976 gegen den Wunsch der jüdischen Gemeindeverwaltung aus Magdeburg die bis dahin noch erhaltenen etwa 40 Grabsteine abgeräumt und großteils entsorgt. Die Grabplatten wurden teilweise im Wegebau eingesetzt. Die ursprüngliche Struktur des Friedhofs ging weitgehend verloren. Stattdessen wurde ein einzelner 1,50 Meter hoher Gedenkstein gesetzt und der Friedhof zur Grünanlage. Im Jahr 1988 fand man in Sträuchern noch drei Bruchstücke ehemaliger Grabsteine.
Heute wird der Friedhof als Gedenkstätte für die jüdischen Opfer des Faschismus genutzt.